# Kępa Kiełpińska
Kępa Kiełpińska [ˈkɛmpa kʲɛu̯ˈpiɲska] est un village polonais de la gmina de Łomianki, situé dans la Powiat de Varsovie-ouest et dans la voïvodie de Mazovie, dans le centre-est de la Pologne.
Il se situe à environ 4 kilomètres au nord de Łomianki, 18 kilomètres au nord d'Ożarów Mazowiecki et 19 kilomètres au nord-ouest de Varsovie.
Le village a une population de 70 habitants en 2008.